# Chilabothrus granti
Chilabothrus granti — вид змій родини удавових (Boidae). Мешкає на Пуерто-Рико та на Віргінських островах. Вид названий на честь американського герпетолога Чапмана Гранта.

## Поширення і екологія
Chilabothrus granti мешкають на Британських і Американських Віргінських островах, а також на сході Пуерто-Рико та на острові Кулебра. Вони живуть в сухих субтропічних лісах з густим наметом, трапляються в прибережних і навіть у мангрових лісах, а також у деяких садах. Живляться ящірками (анолісами і ігуанами), зміями і амфібіями.

## Збереження
МСОП класифікує цей вид як такий, що перебуває під загрозою зникнення. Chilabothrus granti загрожує знищення природного середовища та хижацтво з боку кішок.